# Федюк Андрій Михайлович
Андрій Михайлович Федюк (нар. 3 липня 1981, Львів) — український футболіст та футзаліст, гравець-тренер львівського «in.IT».

## Біографія
Футболом почав займатись у 10 років, коли вступив до ДЮСШ львівських «Карпати».

## Ігрова кар'єра
Майстер спорту. Чемпіон України з футзалу (2007, 2016), срібний призер Чемпіонатів України (2006, 2008, 2011, 2017, 2018), бронзовий призер (2010, 2015), володар Кубка України (2011, 2018). Найкращий гвардієць в складі львівської «Енергії». В її складі Андрій Федюк провів 13 сезонів, зіграв 350 матчів та забив 115 голів у різних турнірах. Володіє потужним ударом з обох ніг.
| Сезон                  | Команда                  | Ліга                   | М   | Г  |
| ---------------------- | ------------------------ | ---------------------- | --- | -- |
| 1999/00                | «Гвардієць-Динамо»       | Друга ліга             | 9   | 11 |
| 2002/03                | «Енергія»                | Вища ліга              | 13  | 3  |
| 2003/04                | «Енергія»                | Вища ліга              | 22  | 1  |
| 2004/05                | «Енергія»                | Вища ліга              | 24  | 8  |
| 2005/06                | «Енергія»                | Вища ліга              | 28  | 9  |
| 2006/07                | «Енергія»                | Вища ліга              | 28  | 10 |
| 2007/08                | «Енергія»                | Вища ліга              | 21  | 13 |
| 2008/09                | «Енергія»                | Вища ліга              | 23  | 5  |
| 2009/10                | «Енергія»                | Вища ліга              | 29  | 9  |
| 2010/11                | «Енергія»                | Вища ліга              | 13  | 1  |
| Усього за «Енергію»    | Усього за «Енергію»      | Усього за «Енергію»    | 201 | 59 |
| 2011/12                | «Кардинал-Рівне» (Рівне) | Екстра-ліга            | 11  | 1  |
| 2011/12                | «Львівхолод»             | Перша ліга             | 11  | 8  |
| 2012/13                | «Львівхолод»             | Перша ліга             | 18  | 5  |
| Усього за «Львівхолод» | Усього за «Львівхолод»   | Усього за «Львівхолод» | 29  | 13 |
| 2014/15                | «Енергія»                | Екстра-ліга            | 26  | 14 |
| 2015/16                | «Енергія»                | Екстра-ліга            | 25  | 4  |
| 2016/17                | «Енергія»                | Екстра-ліга            | 23  | 6  |
| 2017/18                | «Енергія»                | Екстра-ліга            | 27  | 12 |
| Усього за «Енергію»    | Усього за «Енергію»      | Усього за «Енергію»    | 302 | 95 |
| 2018/19                | «Ураган»                 | Екстра-ліга            | 24  | 10 |
| 2019/20                | «Ураган»                 | Екстра-ліга            | 15  | 2  |
| Усього за «Ураган»     | Усього за «Ураган»       | Усього за «Ураган»     | 39  | 12 |
| 2021/22                | «In.IT»                  | Перша ліга             | 8   | 1  |
| 2022/23                | «In.IT»                  | Екстра-ліга            | 22  | 4  |

## Індивідуальні нагороди
- Учасник матчу всіх зірок Екстра-ліги: 2018[2]

## Оцінка гри
Захисник, який забиває багато голів і часто асистує партнерам. Добре грає у відборі і здатен підтримувати високий темп матчу, а також володіє потужним ударом з обох ніг.